# Dhamar'ali I.
Dhamar'ali I. (sabäisch ḏmrʿly Ḏamarʿalī), Nachfolger des Yitha'amar Watar I. war ein Herrscher (Mukarrib) von Saba. Hermann von Wissmann setzte seine Regierungszeit um 695 v. Chr., Kenneth A. Kitchen dagegen um 525 v. Chr. an.
Dhamar'ali wird lediglich in zwei privaten Inschriften sowie in der Titulatur seines Sohnes und Nachfolgers Karib’il Watar I. „bin Dhamar’ali“ erwähnt. Die privaten Inschriften, die von „Freunden“ der Mukarribe gesetzt wurden, nennen Dhamar'ali I. zwischen Yitha'amar Watar I. und Karib'il Watar I., über seine Herrschaft selbst ist jedoch nichts bekannt. Möglicherweise gehört auch eine kurze Bauinschrift zu ihm. Jedoch ist die Zusammengehörigkeit dieser Inschriften nicht gesichert.